# Енакиевская
Шахта «Енакиевская» — угледобывающее предприятие Украины (город Енакиево Донецкой области). 
Входила в состав государственного предприятия «Орджоникидзеуголь».
Запущена в эксплуатацию в 1956 году. До 1964 года — шахта № 3 «Новый Юнком» в составе шахты «Полтавская». 
Забойщик шахты — Шевченко, Иван Петрович — является Героем Украины (2010 год).
В результате боевых действий на Юго-Востоке Украины в 2015 году была разрушена. 

## Руководство
- Директор: Сергиенко Игорь Викторович.
- Главный инженер: Водопьянов Юрий Алексеевич.